# Cecil Parkinson
Cecil Edward Parkinson, baron Parkinson (ur. 1 września 1931 w Carnforth, Lancashire, zm. 22 stycznia 2016) – brytyjski polityk, członek Partii Konserwatywnej, minister w rządach Margaret Thatcher, dwukrotnie przewodniczący swojej partii.
Jest synem pracownika kolei. Wykształcenie odebrał w Lancaster Royal Grammar School. Dzięki uzyskanemu tam stypendium rozpoczął studia na kierunku anglistyka w Emmanuel College na Uniwersytecie Cambridge. Później zmienił kierunek studiów i zaczął studiować prawo. Po studiach odbył służbę wojskową w lotnictwie. W 1957 poślubił Anne Jarvis. Doczekał się z nią trzech córek (Emmy, Mary i Jo). Następnie Parkinson rozpoczął pracę w MetalBox Compaty. W 1961 założył własną firmę, Parkinson-Hart securities.
W czerwcu 1970 wysytartował w wyborach do Izby Gmin w okręgu Northampton, ale bez powodzenia. Do parlamentu dostał się w listopadzie tego roku, wygrywając wybory uzupełniające w okręgu Enfield West. Kiedy okręg został zlikwidowany w lutym 1974 Parkinson wystartował w nowo utworzonym okręgu South Hertfordshire. Kiedy i ten okręg został zlikwidowany w 1983 Parkinson przeniósł się do okręgu Hertsmere.
Po zwycięstwie konserwatystów w wyborach 1979 Parkinson objął stanowisko w ministerstwie handlu. We wrześniu 1981 został przewodniczącym Partii Konserwatywnej oraz członkiem gabinetu jako Paymaster-General. W 1982 został dodatkowo Kanclerzem Księstwa Lancaster. Mimo iż zajmował drugorzędne stanowiska znalazł się w składzie ścisłego gabinetu Margaret Thatcher podczas wojny o Falklandy. W 1983 nadzorował kampanię wyborczą swojej partii. Po sukcesie wyborczym otrzymał stanowisko ministra handlu i przemysłu.
Z tego stanowiska musiał jednak zrezygnować już w październiku 1983, kiedy okazało się, że jego była sekretarka, Sara Keays, która zaszła z nim w ciążę, upubliczniła informacje o ich 12-letnim romansie. Do rządu Parkinson powrócił w 1987. Otrzymał wówczas stanowisko ministra energii. W 1989 został ministrem transportu. Zrezygnował w 1990, wraz z dymisją Margaret Thatcher. W 1992 zrezygnował ze startu w wyborach do Izby Gmin.
Jeszcze w tym samym roku został kreowany parem dożywotnim jako baron Parkinson i zasiadł w Izbie Lordów. W 1997 ponownie został przewodniczącym Partii Konserwatywnej i członkiem gabinetu cieni Williama Hague'a. Z tego stanowiska zrezygnował w 1998. Obecnie jest wiceprzewodniczącym Conservative Way Forward Group.